# Deroceras adolphi
Deroceras adolphi is een slakkensoort uit de familie van de Agriolimacidae. De wetenschappelijke naam van de soort is voor het eerst geldig gepubliceerd in 1998 door Wiktor.